# バム・デーブ・ガウタム
バム・デーブ・ガウタム（Bam Dev Gautam 1948年 - ）はネパールの政治家。プラチャンダ内閣の副首相兼内務相。ネパール共産党統一マルクス・レーニン主義派（統一共産党）、常任委員。前副首相兼内務相。B.D.ガウタムとも

## 経歴
2008年8月のプラチャンダ内閣（毛沢東主義派、統一共産党、マデシ人権フォーラム等で組織）の組閣にあたり、統一共産党の代表として連立の交渉に当たる。交渉の結果6閣僚が統一共産党に割り当てられ、自らも内務大臣に内定していたが、8月23日、突然、内閣No.2のポスト（毛派のバーブラーム・バッタライ財務大臣に割り当てられていた）を要求して、全閣僚を引き上げた。結局、プラチャンダ首相が譲歩し、8月31日、副首相兼内務大臣に就任。
バム・デーブ・ガウタムは1998年、サハーナ・プラダン、ラダ・クリシュナ・マイナリらと統一共産党を脱退し、ネパール共産党マルクス・レーニン主義派を結成し総書記となるが、2002年2月15日、統一共産党に復党した。